# Somerset West
Somerset West (Afrikaans Somerset-Wes) è una città nella provincia sudafricana del 
Capo Occidentale; si trova nella zona dei monti Helderberg (appartenenti alla catena montuosa degli Hottentots Holland) e dista 50 km dalla Città del Capo, 10 km dalla città di Strand e 18 km da Stellenbosch.
Il terreno in cui sorge Somerset West fu originariamente comprato dagli aborigeni locali da soldati olandesi nel 1672. Somerset West fu ufficialmente fondata nel 1817 quando gli fu cambiato il nome in quello attuale in onore di Lord Charles Henry Somerset,
il suffisso 'West' gli fu aggiunto nel 1825 per differenziarla dall'altra città di 
Somerset East.
Nel anni 1830 fu costruito il Passo di Sir Lowry per collegare Somerset West agli insediamenti oltre le montagne di Hottentots Holland. Negli anni 1960 la fabbrica di dinamite AECI era la seconda più grande di tutto il mondo.

## Luoghi di interesse
Sumerset West ospita la più vecchia vigna del Sudafrica, detta Vergelegen.
La Riserva naturale di Helderberg è situata vicino a Somerset West (ospita una grande quantità di protee e di piante fynbos)